# بيت النطاح (يريم)

تعديل مصدري - تعديل

بيت النطاح هي إحدى قرى عزلة ارياب بمديرية يريم التابعة لمحافظة إب، بلغ تعداد سكانها 44 نسمة حسب تعداد اليمن لعام 2004.